# 어셈블리 (CLI)
최근 버전의 윈도우에서 마이크로소프트가 공통 언어 기반(CLI)에 정의한 어셈블리(assembly)는 디플로이, 버전 지정, 보안을 위해 사용되는 컴파일된 코드 라이브러리이다. 두 종류가 있다: 프로세스 어셈블리(EXE), 라이브러리 어셈블리(DLL). 프로세스 어셈블리는 라이브러리 어셈블리에 정의되는 클래스를 사용하는 프로세스를 대표한다. CLI 어셈블리는 CIL에 코드를 포함하고 있으며 보통은 CLI 언어로부터 생성된 뒤 JIT 컴파일러에 의해 런타임 중 기계어로 컴파일된다. 닷넷 프레임워크 구현체에서 이 컴파일러는 공통 언어 런타임(CLR)의 일부이다.
어셈블리는 하나 이상의 파일로 구성될 수 있다. 코드 파일은 모듈(module)이라고 부른다. 어셈블리는 하나 이상의 코드 모듈을 포함할 수 있다. 코드 모듈을 생성하기 위해 각기 다른 언어를 사용할 수 있으므로 기술적으로 각기 다른 언어들을 사용하여 어셈블리를 만들 수 있다. 그러나 비주얼 스튜디오는 한 어셈블리에 각기 다른 언어를 사용하는 것을 지원하지 않는다.

## 어셈블리 버전
CLI 어셈블리는 버전 정보를 포함할 수 있으므로 공유 어셈블리들에 의해 발생되는 응용 프로그램 간 대부분의 충돌을 제거할 수 있다. 그러나 어셈블리 간 잠재적인 모든 버전 충돌을 제거하지는 못한다.

## 어셈블리의 언어
어셈블리는 중간 언어인 CIL 코드로 빌드된다. 프레임워크는 내부적으로 CIL [bytecode]를 네이티브 어셈블리 코드로 변환한다. "Hello World"를 출력하는 프로그램이 있다면 그에 상응하는 CIL 코드는 다음과 같다:
```
 
.
method
 
private
 
hidebysig
 
static
 
void
  
Main
(
string
[]
 
args
)
 
cil
 
managed
 
{

  
.
entrypoint

  
.
custom
 
instance
 
void
 
[
mscorlib
]
System
.
STAThreadAttribute
::.
ctor
()
 
=
 
(
 
01
 
00
 
00
 
00
 
)

  
// Code size       11 (0xb)

  
.
maxstack
  
1

  
IL_0000
:
  
ldstr
      
"Hello World"

  
IL_0005
:
  
call
       
void
 
[
mscorlib
]
System
.
Console
::
WriteLine
(
string
)

  
IL_000a
:
  
ret
 
}
 
// end of method Class1::Main

```

CIL 코드는 String을 스택으로 적재한 뒤 WriteLine 함수를 호출하고 반환한다.